# Serie Tarzán
La Serie Tarzán es una serie de 24 novelas de aventuras, escritas por Edgar Rice Burroughs entre 1912 y 1965, seguidas por otras cuatro novelas escritas de manera conjunta, además de otras dos que fueron orientadas a los niños, que no son consideradas parte integral de esta serie que ha sido considerada un clásico de la literatura universal, al igual que la serie más conocida de Burroughs. Tarzán es considerado uno de los personajes ficticios más famosos del mundo y su historia ha sido adaptada, completamente o en parte, para radio, televisión, y es el segundo personaje que más veces se ha llevado al cine. Los derechos de autor de toda la obra han expirado en Estados Unidos, pero sigue protegida en otros países donde los derechos de autor son más largos. Aun así, el nombre «Tarzan» está aún protegido por la marca Edgar Rice Burroughs, Inc.

## Tarzán de los monos
Tarzán de los monos (inglés: Tarzan of the Apes) es la primera novela acerca del personaje ficticio Tarzán. Esta historia fue publicada por primera vez en la revista pulp All Story Magazine en octubre de 1912 y editada como libro por primera vez en 1914.
La novela narra la historia de John Clayton, hijo del Lord Greystoke, y Alice Rutherford, una pareja de ingleses abandonados en la selva de la costa occidental del África Ecuatorial. Él es adoptado en su más tierna infancia por la simio Kala, después de la muerte de sus padres a manos del salvaje rey mono Kerchak.

## El regreso de Tarzán
El regreso de Tarzán (inglés: The Return of Tarzan) es la segunda novela escrita acerca del personaje ficticio Tarzán. Esta historia fue publicada por primera vez en la revista pulp New Story Magazine en sus números de junio a diciembre de 1913 y editada como libro por primera vez en 1915.

## Las fieras de Tarzán
Las fieras de Tarzán (inglés: The Beasts of Tarzan) es la tercera novela escrita acerca del personaje ficticio Tarzán. Esta historia fue publicada por primera vez en la revista pulp All-Story Cavalier en 1914 y editada como libro por primera vez en 1916 por A. C. McClurg & Co.

## Otras Novelas
- El hijo de Tarzán
The Son of Tarzan (1914)
- Tarzán y las joyas de Opar
Tarzan and the Jewels of Opar (1916)
- Historias de la jungla
Jungle Tales of Tarzan (1919)
- Tarzán el indómito
Tarzan the Untamed (1920)
- Tarzán el terrible
Tarzan the Terrible (1921)
- Tarzán y el león dorado
Tarzan and the Golden Lion (1922/1923)
- Tarzán y los hombres hormiga
Tarzan and the Ant Men (1924)
- Tarzán, señor de la jungla
Tarzan, Lord of the Jungle (1927/1928)
- Tarzán y el imperio perdido
Tarzan and the Lost Empire (1928)
- Tarzán en el centro de la tierra
Tarzan at the Earth's Core (1929)
- Tarzán el invencible
Tarzan the Invincible (1930/1931)
- Tarzán triunfante
Tarzan Triumphant (1931)
- Tarzán y la ciudad de oro
Tarzan and the City of Gold (1932)
- Tarzán y el hombre león
Tarzan and the Lion Man (1933/1934)
- Tarzán y los hombres leopardo
Tarzan and the Leopard Men (1935)
- La búsqueda de Tarzán
Tarzan's Quest (1935/1936)
- Tarzán y la ciudad prohibida
Tarzan and the Forbidden City (1938)
- Tarzán el gran jeque
Tarzan the Magnificent (1939)
- Tarzán y la Legión Extranjera
Tarzan and the Foreign Legion (1947)
- Tarzán y el loco
Tarzan and the Madman (1964)
- Tarzán y los náufragos
Tarzan and the Castaways (1965)